# 田心镇 (龙川县)
田心镇是中国广东省河源市龙川县下辖的一个镇，位于龙川县的中部偏东。全镇总面积88.2平方公里，下辖1个社区16个村，总人口3.9万人。镇内的旅游景点有霍山风景区、塔丰下塔、陂角文笔塔、甘陂畲族风情等。

## 行政区划
本镇下辖以下地区：
田心社区、田心村、田北村、松林村、上寨村、东江村、田东村、下畲村、东塘村、长坑村、塔丰村、上扬村、三友村、陂角村、东友村、甘陂村和东坑村。